# Questa notte (Ex-Otago)
Questa notte è un singolo del gruppo musicale italiano Ex-Otago, pubblicato il 26 ottobre 2018 e prodotto dall'etichetta Garrincha Dischi insieme alla INRI con distribuzione da parte della Polydor/Universal Music Italia. 

## Video musicale
Il videoclip, diretto da Zurb, è stato pubblicato su YouTube il 6 novembre 2018, e vede come protagonisti il membro del gruppo Maurizio Carucci insieme alla sua compagna.